# Steinernes Haus (Borgentreich)

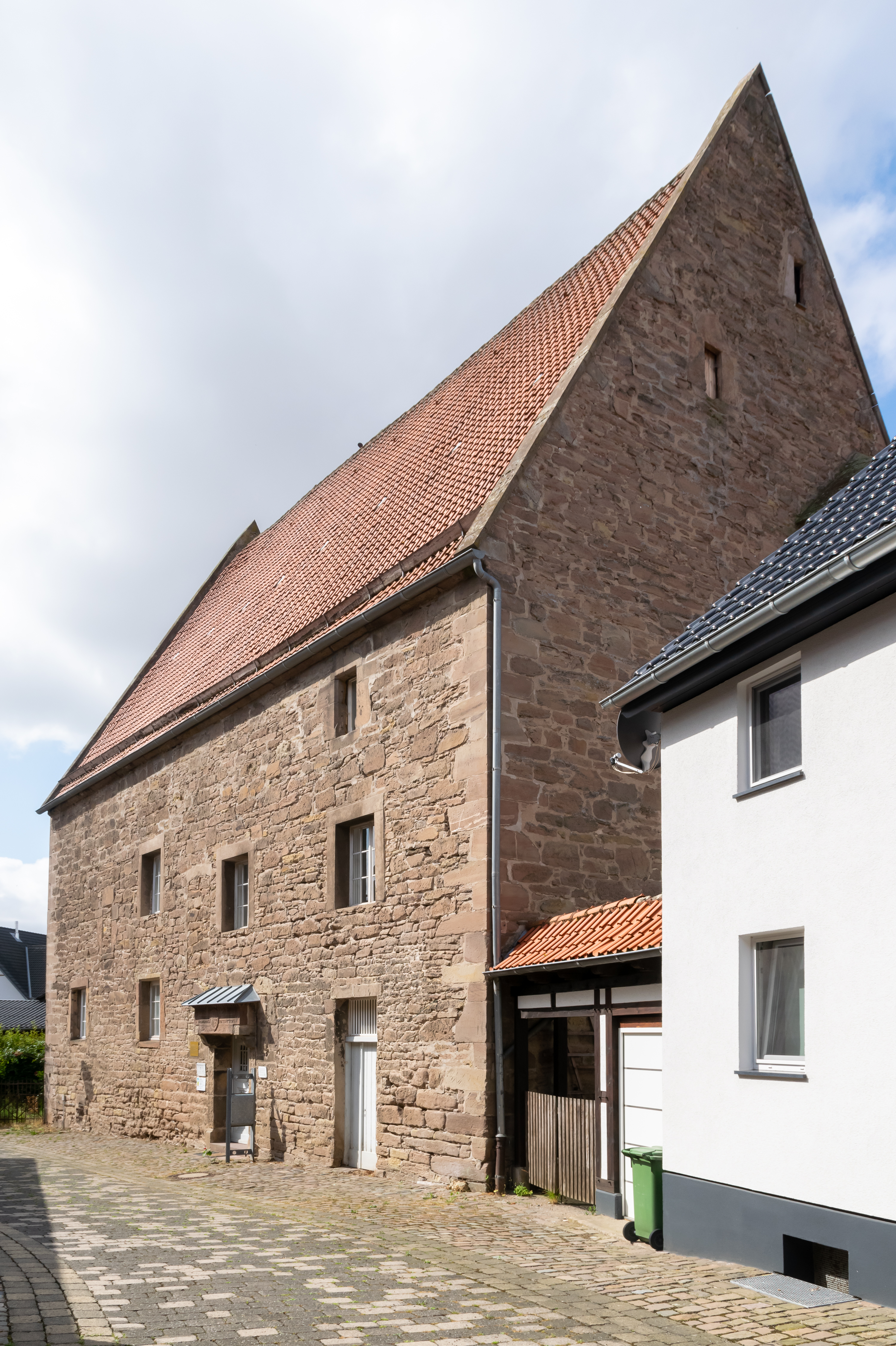
Südliche Giebelfassade

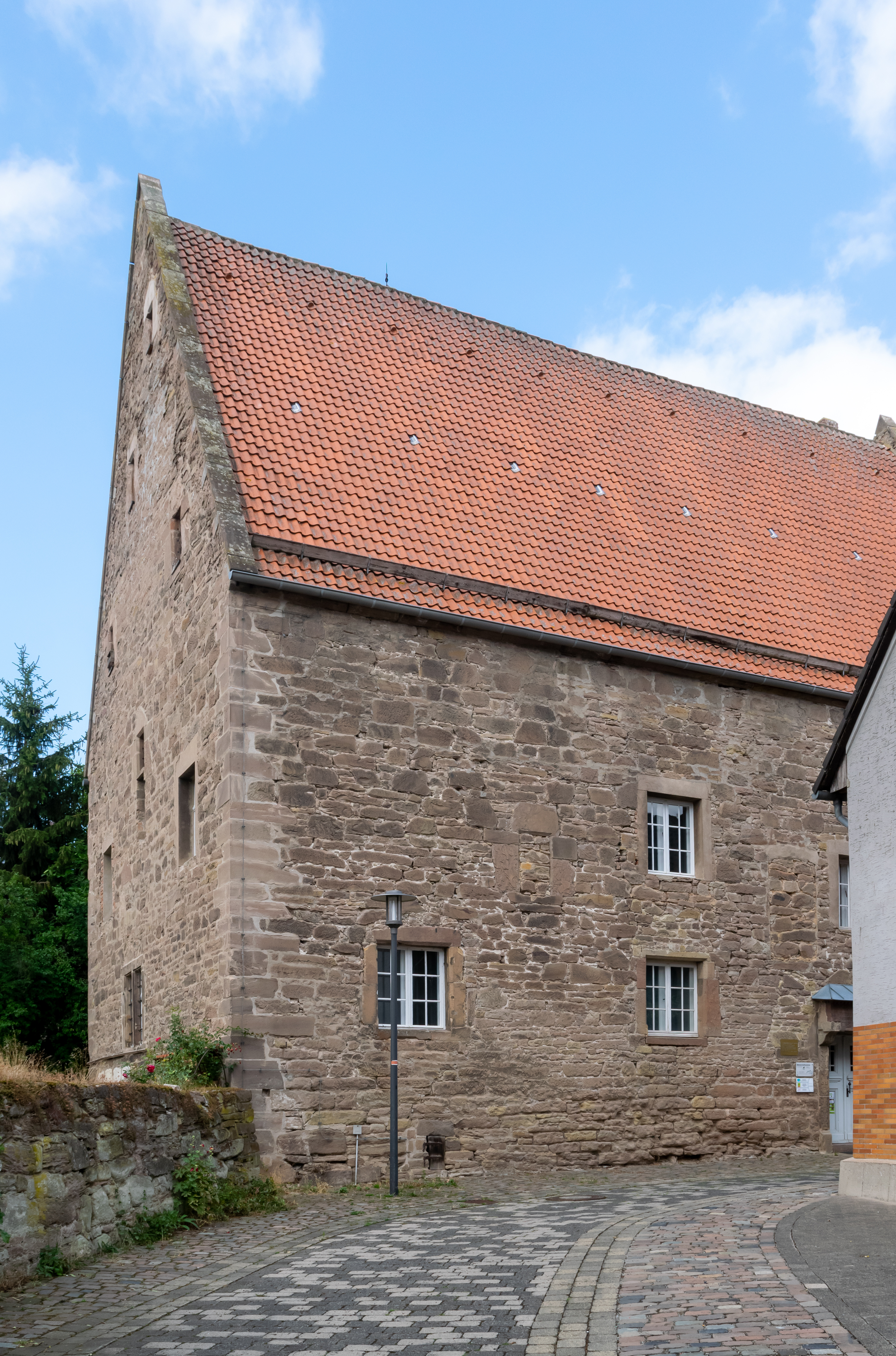
Ostfassade „Zur Specke“

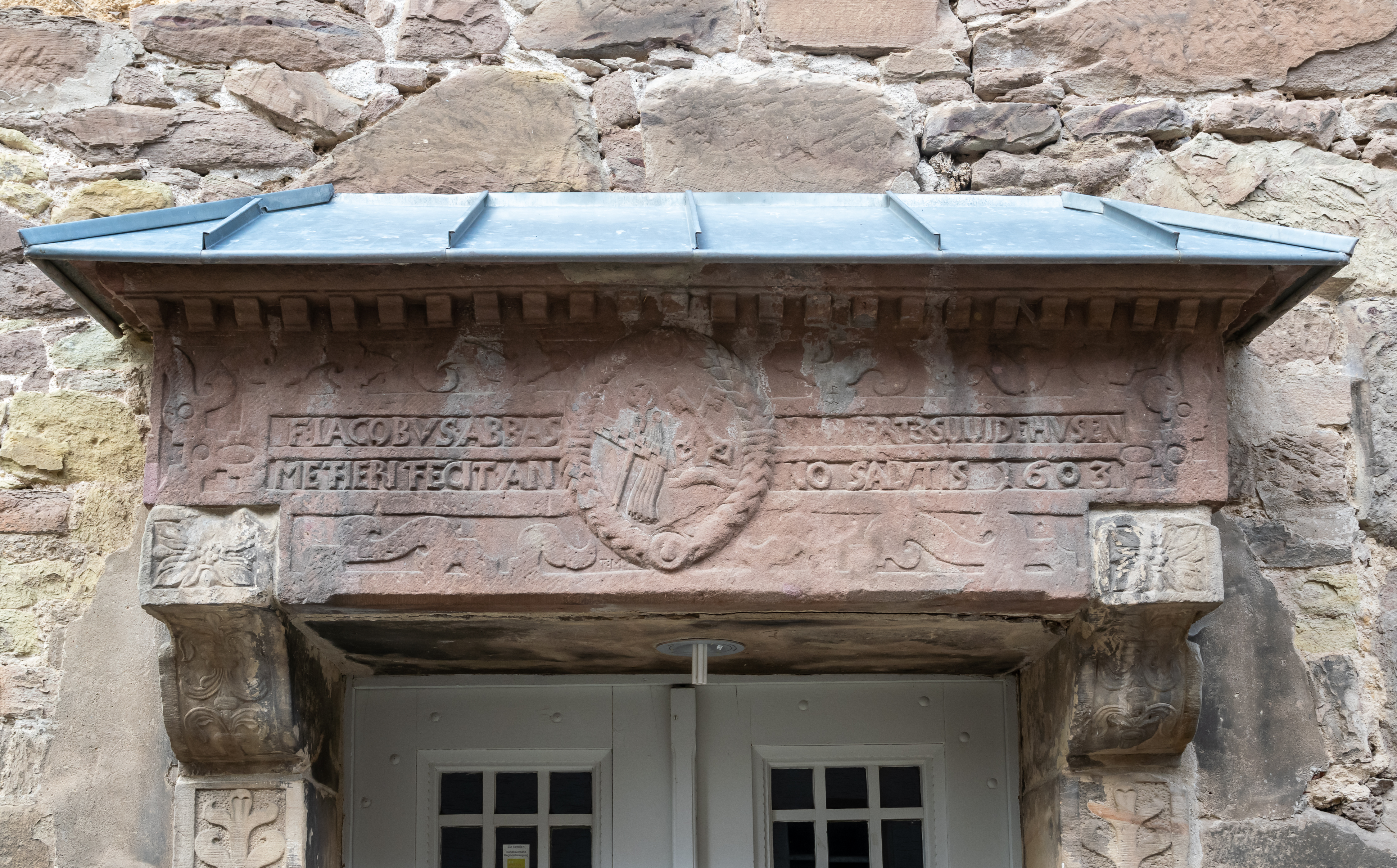
Bekrönung des Hauptportals mit Inschriften

Das Steinerne Haus ist ein um 1300 erbautes Gebäude im historischen Stadtkern von Borgentreich, Zur Specke 4. Es wurde am 29. Januar 1985 in die Liste der Baudenkmäler in Borgentreich eingetragen.

## Geschichte
Das Haus gilt als eines der ältesten Gebäude von Borgentreich. Sein Gewölbekeller wird auf das ausgehende 12. Jahrhundert datiert. Für das Jahr 1313 ist ein Brand des „Mönchehofes“ überliefert. Bauherr war daher vermutlich das 1140 gegründete Kloster Hardehausen, das bereits 1293 zwei Mühlen und einige Fischteiche vor der Stadt Borgentreich besaß. Ihm diente es zunächst nur als Zehntscheune. 1405 gestattete der Bischof von Paderborn dem Kloster Hardehausen das steinerne Haus „wegen der unsicheren Zeiten“ auch als Wohnsitz auszubauen und so als Klosterniederlassung zu nutzen. 1505 wurde der Dachstuhl in seiner heute noch bestehenden Form aus Eichenholz erneuert. 1603 ließ der aus Peckelsheim stammende Hardehäuser Abt F. Jakobus Luchtgenbach (Amtszeit 1600–1635) das Haus mit einem reich verzierten Renaissanceportikus versehen.
Nach dem Reichsdeputationshauptschluss 1803 ging das Kloster Hardehausen in den Besitz des preußischen Staates über. Dieser verkaufte das Haus 1848 an die Stadt Borgentreich, in deren Eigentum es sich bis heute befindet. Von 1920 bis 1952 wurde das Haus als Realschule genutzt, danach bis 1977 teils zu Wohnzwecken vermietet. Anschließend stand das Gebäude leer und verfiel zunehmend. 1984 wurden Planungen des Eigentümers des angrenzenden Grundstückes Speckestraße 6 bekannt, der im Garten des leerstehenden Pfarrhauses einen Großkuhstall mit Güllebehältern errichten wollte. Es gründete sich eine Bürgerinitiative, die bei der Stadt eine sofortige Unterschutzstellung des denkmalwerten Gebäudes und seine Sanierung für angemessene Nutzungen z. B. als Kulturzentrum forderte. So konnte eine Änderung der städtebaulichen Planung mit Erhaltung auch des ehemaligen Pfarrhauses Speckestraße 6 erreicht werden. 1996 beschloss die Landschaftsstation „Diemel-Weser-Egge“ im Kreis Höxter, das Steinerne Haus von der Stadt langfristig zu pachten und zu renovieren. Nach Sanierung und innerem Umbau 1999 wurde das Haus zum Sitz der Landschaftsstation sowie der Bürgerinitiative „Lebenswertes Bördeland und Diemeltal“, des Naturkundlichen Vereins Egge-Weser und des Aktionsbündnisses „Tag der Regionen“. Im 2. Obergeschoss befindet sich die kleine Kurt-Preywisch-Bibliothek mit dem Nachlass des wohl wichtigsten Naturforschers der zweiten Hälfte des 20. Jahrhunderts im Kreis Höxter. Zudem können Naturfreunde während der Geschäftszeiten die kleine Dauerausstellung an Präparaten und Schädel heimischer Tiere sowie von Bildern und Tafeln zur Natur und zum Naturschutz im Kreis Höxter ansehen, die sich im Steinernen Haus befindet.